# Necromys
A Necromys az emlősök (Mammalia) osztályának rágcsálók (Rodentia) rendjébe, ezen belül a hörcsögfélék (Cricetidae) családjába tartozó nem.

## Rendszerezés
A nembe az alábbi 9 faj tartozik:
- Necromys amoenus Thomas, 1900
- Necromys benefactus Thomas, 1919 - típusfaj
- Necromys lactens Thomas, 1918
- Necromys lasiurus Lund, 1840
- Necromys lenguarum Thomas, 1898
- Necromys obscurus Waterhouse, 1837
- Necromys punctulatus Thomas, 1894
- Necromys temchuki Massoia, 1982
- Necromys urichi J. A. Allen & Chapman, 1897